# Panaji

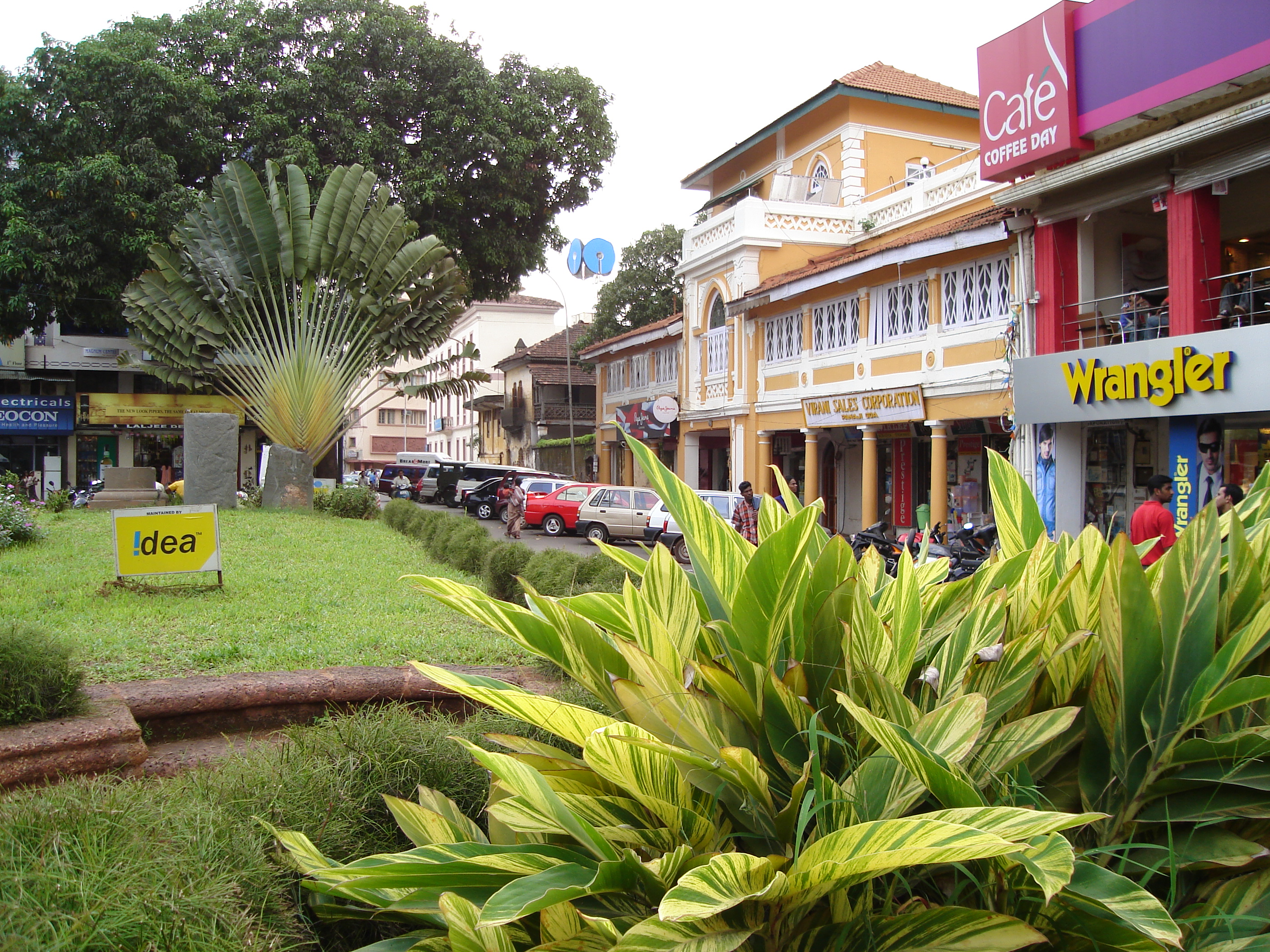
Panaji.

Panaji (konkani: पणजी) är huvudstaden i den indiska delstaten Goa, och är huvudort för distriktet North Goa. Staden ligger i norra Goa, vid mynningen av floden Mandovi. Folkmängden uppgick till 40 017 invånare vid folkräkningen 2011, med förorter 114 759 invånare.